# Никола Клисић
Никола Клисић (рођен 1941) је српски сликар.

## Биографија
Рођен је 1941. године у Нишу. Завршио је Вишу педагошку школу у Нишу, Одсек за ликовно васпитање. Самостално је излагао у Нишу 1970, Београду 1972. и Новом Саду 1974. године. Учествовао је на групним изложбама у Октобарском салону 1971. и 1972, изложби „Ужичка ликовна ретроспектива” у Ужицу 1971, изложбама Удружења ликовних уметника Србије 1972, 1973. и 1974, Бијеналу младих у Ријеци 1973. и изложби „ЈНА у делима ликовних уметника” у Београду 1975. године.